# Valentín Virasoro
Valentín Virasoro (Corrientes, 6 de septiembre de 1842 – 17 de junio de 1925) fue un ingeniero y político argentino, que llegó a ser gobernador de su provincia, diputado y senador nacional.

## Biografía
Perteneció a la más selecta aristocracia de la provincia; era hijo del coronel Miguel Virasoro, a su vez gobernador provincial, y su madre Encarnación era hija del constituyente y tres veces gobernador brigadier general Pedro Ferré.
Autor de las primeras agrimensuras fiables del territorio provincial, su prestigio como profesional llevó a que se lo delegara en 1886 a la comisión encargada del trazado de la frontera con el vecino Brasil, concediéndole el rango de teniente coronel de Guardias Nacionales. Acompañó al general José Ignacio Garmendia en el peritaje de los límites en el territorio misionero en litigio, comprendido por los ríos Pepirí-Guazú, san Antonio, Pequiri-Guazú y San Antonio Guazú. La tarea sería ardua y difícil, y no se resolvería hasta 1898, necesitando de un laudo del presidente estadounidense Stephen Grover Cleveland y numerosas discusiones. Finalmente, las 1500 leguas de las Misiones Orientales quedarían en manos de Brasil.

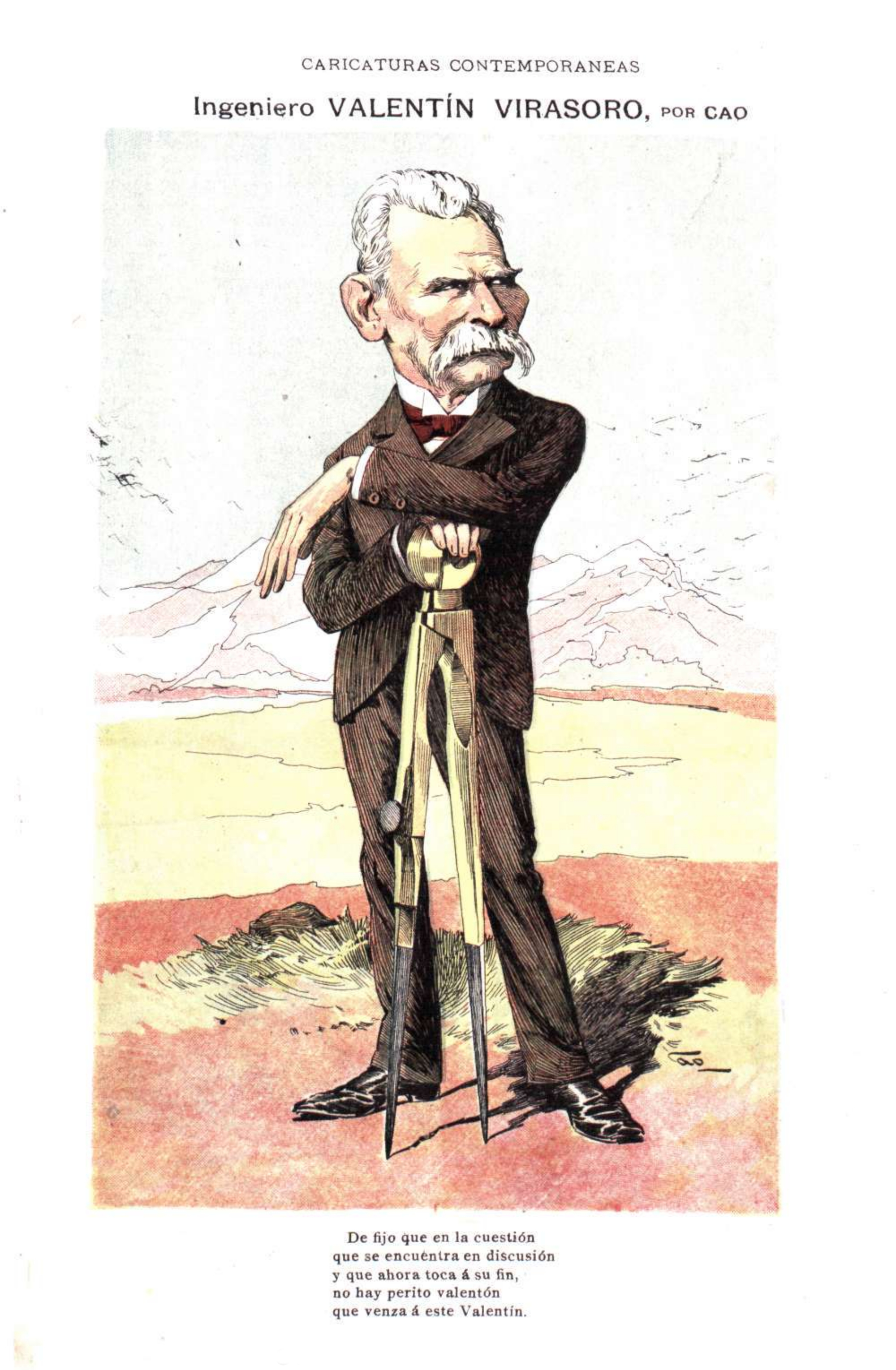
Retratado por Cao en Caras y Caretas (1900)

Su desempeño le valió que en 1891 fuera designado jefe del Servicio Técnico de la Comisión de Límites con Chile, con quien la soberanía de la Puna estaba en constante discusión. Cuando en 1898 la cuestión se sometió a laudo británico, Virasoro fue enviado como ministro plenipotenciario en la legación liderada por Florencio L. Domínguez y encabezada técnicamente por el perito Francisco P. Moreno.

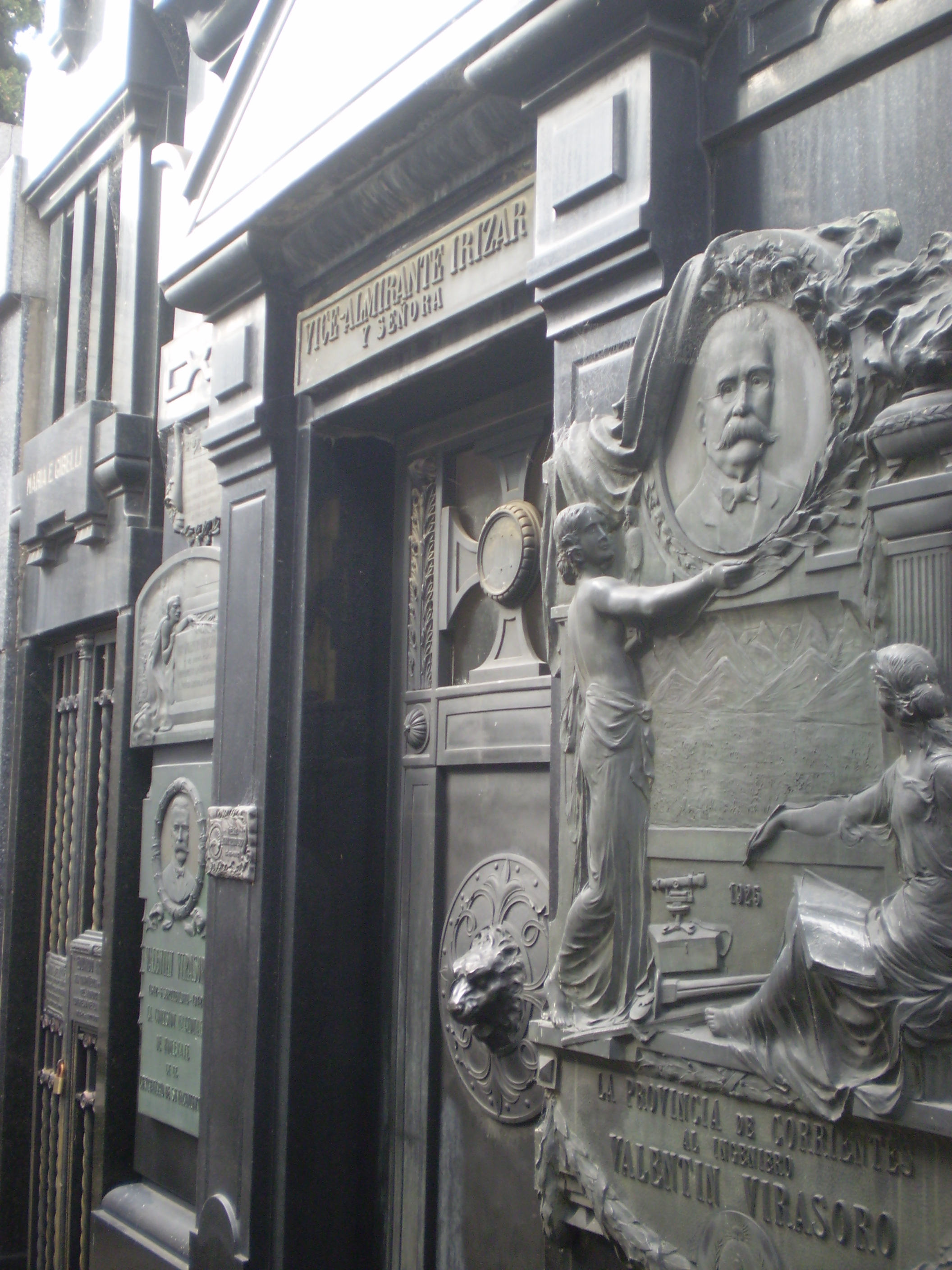
Su tumba, junto al vicealmirante Julián Irizar. Cementerio de la Recoleta.

Virasoro formó parte del proyecto de Aristóbulo del Valle, ministro de Luis Sáenz Peña, para someter a la égida del Partido Autonomista Nacional las provincias gobernadas por la oposición; ocupó durante algún tiempo el Ministerio de Relaciones Exteriores. En 1893 la situación provincial se encarnizó, con el conflicto entre los partidarios del autonomismo y los liberales mitristas, y aprovechando la insurrección fomentada por la Unión Cívica Radical en varias provincias. La represión de los sublevados, dirigida por Julio Argentino Roca, garantizaría la quietud, que no la paz, en los años siguientes, pero no sería hasta 1896, cuando Virasoro fue elegido gobernador provincial, que se estabilizaría.
Llevó adelante un gobierno liberal, austero y laico, en la línea de la generación del '80; controló férreamente a la limitada oposición, fomentó el desarrollo edilicio de la capital provincial, y promovió la creación de escuelas. Convencional constituyente en la Convención Reformadora del '98, sentó un sólido prestigio político. Brevemente figuró entre los candidatos que el mitrismo promovió para las elecciones que finalmente dieron a Manuel Quintana, antes compañero suyo en el gabinete de Sáenz Peña, el sillón de Rivadavia. 
Ejerció la presidencia de la Cruz Roja Argentina durante los períodos 1912-1915 y 1916-1918.